# ヤンバルハグロソウ
ヤンバルハグロソウ Dicliptera chinensis は、キツネノマゴ科の草。ハグロソウによく似ているが、別属である。

## 特徴
一年生または越年生の草本。茎はまばらに分枝して斜めに立ち、高さ30-60cmになる。茎は基部では横に伸びて根を下ろすこともあり、その断面は4つの稜を持つもののほぼ円形で無毛である。葉は対生で、葉柄は長さ0.5-2cm、葉身は楕円形から卵状楕円形で長さ2.5-8cm、幅1.5-4cmで縁は滑らかで先端は急に狭まって尖り、基部は次第に狭まる。葉身の縁と裏面の脈状には短い毛があり、それ以外は無毛。
6-9月に開花、葉腋から長さ1.5-3mmの短い柄を1本か2本出し、その先端に集散花序の形で数個の花をつける。花柄は0.5-2mmでその先端に2個の花をつける。ただしこのうち1つは退化花であり、小さな苞を持つ。もう一つの正常花には大きい苞がつき、長さ9-15mm、幅4-6mm。更にその内側に線形の小苞があり、その長さは萼とほぼ同長。萼は長さ3-4mmで5つの線形の裂片に分かれ、それらはほぼ同長。花冠は白、あるいは淡紅色で、上下2枚に分かれた唇形花。花冠の長さは1cmで筒の部分は長さ5mm、その中部で幅は1mm。上唇は長さ5mmで縁は滑らか、下唇は上唇とほぼ同長だがやや幅狭く、先端が3つに裂ける。蒴果は扁平な円形で長さ5mm、柔らかい毛が多い。種子はほぼ円形で径2mm、柔らかい毛が多い。

## 分布と生育環境
奄美大島以南の琉球列島に分布し、国外では中国南部、台湾、インドシナから知られる。やや乾燥した土手や林縁に生える。沖縄では石灰岩地に多い。

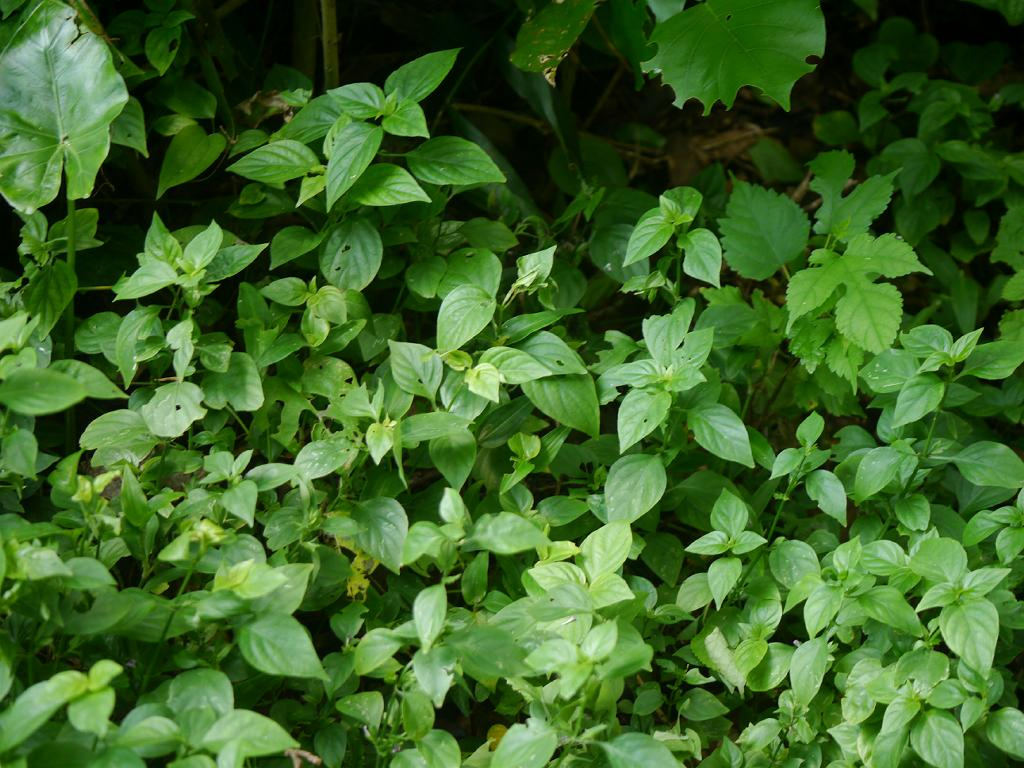
群落の様子
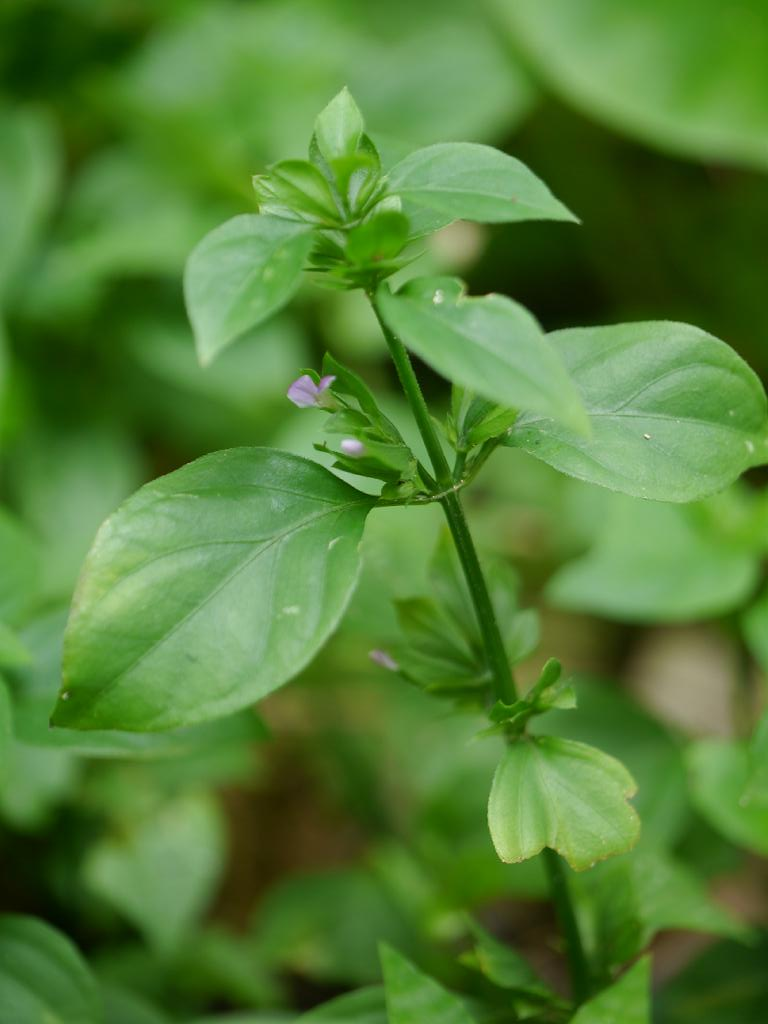
花序の様子
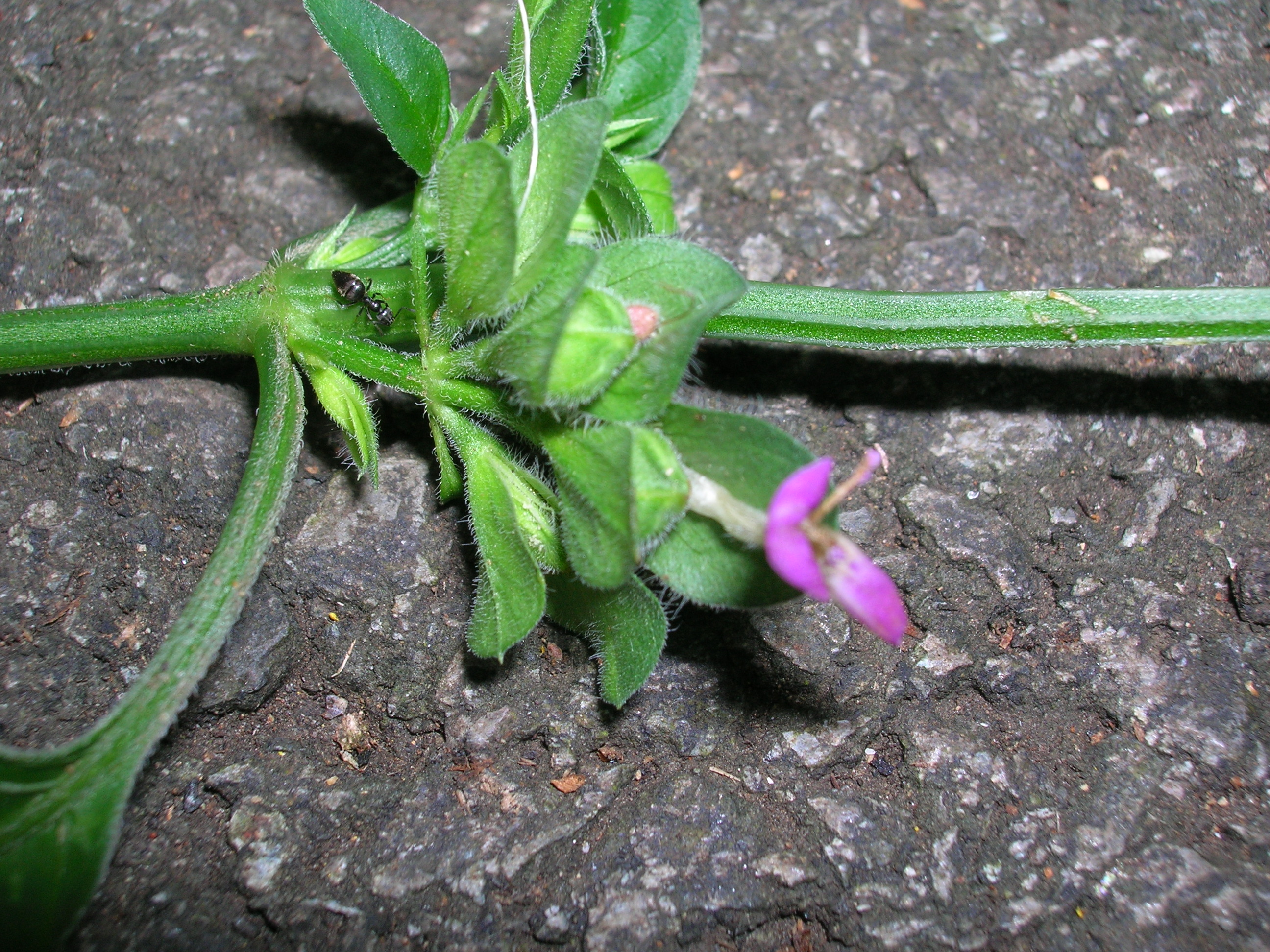
花と包葉
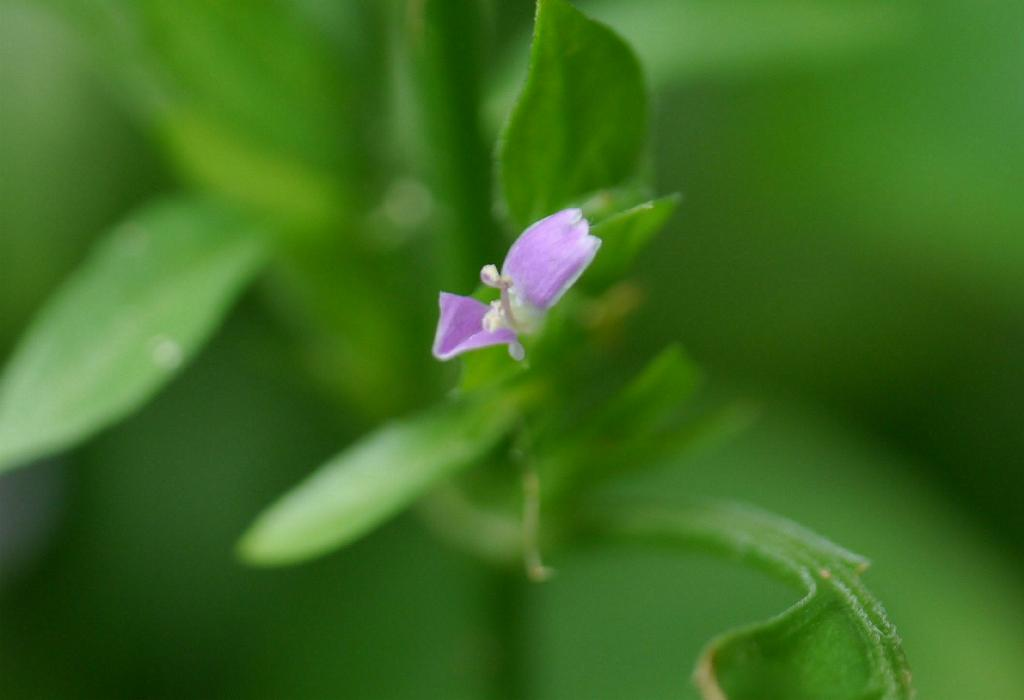
花の拡大

## 分類
本種はハグロソウ Peristrophe japonica に非常に似ており、この種も本属とした例もあり、そのためにDiclipteraの和名をハグロソウ属としたが、蒴果はハグロソウでは上から裂けるだけなのに対して、本種では上下から裂ける。また花粉の発芽孔がハグロソウでは3つに対して、本種では2つだけである。現在はハグロソウ属はPeristropheの和名となっている。
ヤンバルハグロソウ属 Dicliptera は熱帯から亜熱帯を中心に世界に150種ばかりがあるが、日本では本種のみが知られる。

## 利害
日本に於いてはとりたてて人間生活との関わりはない。
ただ、この植物は除草剤であるグリホサートに対する耐性があることで知られている。台湾に於いては本種は医療に用いられたこともあったが、近年に中部地域で果樹園における重要な雑草となるにいたり、その化学的防除を検討する中で発見されたものである。グリホサートは単子葉・双子葉いずれをも含む広範な植物に効果がある除草剤であり、その散布に対して抵抗性を発達させる例はあるが、本種は自然状態で抵抗性を持つ数少ない例である。その抵抗性やその機構に関する研究も行われている。